# Asociația Universităților Europene
Asociația Universităților Europene (EUA) reprezintă peste 800 de instituții de învățământ superior din 48 de țări, oferindu-le un forum de cooperare și schimb de informații privind politicile de învățământ superior și cercetare. Membrii Asociației sunt universități europene implicate în predare și cercetare, asociații naționale ale rectorilor și alte organizații active în învățământul superior și cercetare.
EUA este rezultatul fuziunii dintre Asociație a Universităților Europene și Confederația Conferințelor Rectorilor Uniunii Europene. Fuziunea a avut loc la Salamanca la 31 martie 2001.